# Cordioniscus antiparosi
Cordioniscus antiparosi is een pissebed uit de familie Styloniscidae. De wetenschappelijke naam van de soort is voor het eerst geldig gepubliceerd in 1985 door Andreev.